# Héming
Héming (lorenès Heinming) és un municipi francès situat al departament del Mosel·la i a la regió del Gran Est. L'any 2007 tenia 484 habitants.

## Demografia

### Població
El 2007 la població de fet de Héming era de 484 persones. Hi havia 184 famílies, de les quals 44 eren unipersonals (32 homes vivint sols i 12 dones vivint soles), 64 parelles sense fills, 64 parelles amb fills i 12 famílies monoparentals amb fills.
La població ha evolucionat segons el següent gràfic:
Habitants censats

### Habitatges
El 2007 hi havia 210 habitatges, 187 eren l'habitatge principal de la família, 4 eren segones residències i 19 estaven desocupats. 141 eren cases i 68 eren apartaments. Dels 187 habitatges principals, 117 estaven ocupats pels seus propietaris, 66 estaven llogats i ocupats pels llogaters i 4 estaven cedits a títol gratuït; 1 tenia una cambra, 9 en tenien dues, 25 en tenien tres, 46 en tenien quatre i 106 en tenien cinc o més. 157 habitatges disposaven pel capbaix d'una plaça de pàrquing. A 89 habitatges hi havia un automòbil i a 78 n'hi havia dos o més.

### Piràmide de població
La piràmide de població per edats i sexe el 2009 era:
| Homes | Edats   | Dones |
| ----- | ------- | ----- |
| 0     | 95 o +  | 0     |
| 0     | 90 a 94 | 6     |
| 1     | 85 a 89 | 2     |
| 0     | 80 a 84 | 2     |
| 4     | 75 a 79 | 7     |
| 9     | 70 a 74 | 14    |
| 15    | 65 a 69 | 15    |
| 4     | 60 a 64 | 9     |
| 9     | 55 a 59 | 8     |
| 17    | 50 a 54 | 9     |
| 24    | 45 a 49 | 15    |
| 20    | 40 a 44 | 26    |
| 24    | 35 a 39 | 23    |
| 12    | 30 a 34 | 7     |
| 19    | 25 a 29 | 15    |
| 15    | 20 a 24 | 11    |
| 17    | 15 a 19 | 11    |
| 23    | 10 a 14 | 16    |
| 10    | 5 a 9   | 20    |
| 9     | 0 a 4   | 10    |

## Economia
El 2007 la població en edat de treballar era de 329 persones, 246 eren actives i 83 eren inactives. De les 246 persones actives 212 estaven ocupades (131 homes i 81 dones) i 34 estaven aturades (12 homes i 22 dones). De les 83 persones inactives 21 estaven jubilades, 26 estaven estudiant i 36 estaven classificades com a «altres inactius».

### Ingressos
El 2009 a Héming hi havia 199 unitats fiscals que integraven 522,5 persones, la mediana anual d'ingressos fiscals per persona era de 17.136 €.

### Activitats econòmiques
Dels 22 establiments que hi havia el 2007, 2 eren d'empreses alimentàries, 3 d'empreses de fabricació d'altres productes industrials, 5 d'empreses de construcció, 2 d'empreses de comerç i reparació d'automòbils, 3 d'empreses de transport, 3 d'empreses d'hostatgeria i restauració, 1 d'una empresa immobiliària, 1 d'una entitat de l'administració pública i 2 d'empreses classificades com a «altres activitats de serveis».
Dels 7 establiments de servei als particulars que hi havia el 2009, 1 era una oficina de correu, 1 taller de reparació d'automòbils i de material agrícola, 1 fusteria, 2 lampisteries, 1 perruqueria i 1 restaurant.
Dels 2 establiments comercials que hi havia el 2009, 1 era una botiga de menys de 120 m² i 1 una fleca.
L'any 2000 a Héming hi havia 5 explotacions agrícoles.

## Equipaments sanitaris i escolars
El 2009 hi havia una escola elemental integrada dins d'un grup escolar amb les comunes properes formant una escola dispersa.

## Poblacions més properes
El següent diagrama mostra les poblacions més properes.